# تنگک محمد جعفری
تنگک محله ای واقع در استان بوشهر شهرستان بوشهر دومین محله در حدفاصل میدان آزادی تا نیروگاه اتمی بوشهر دارای ۱۵۰۰ خانوار و حدود ۸۷۵۰ نفر جمعیت می‌باشد.